# Rathaus (Iphofen)

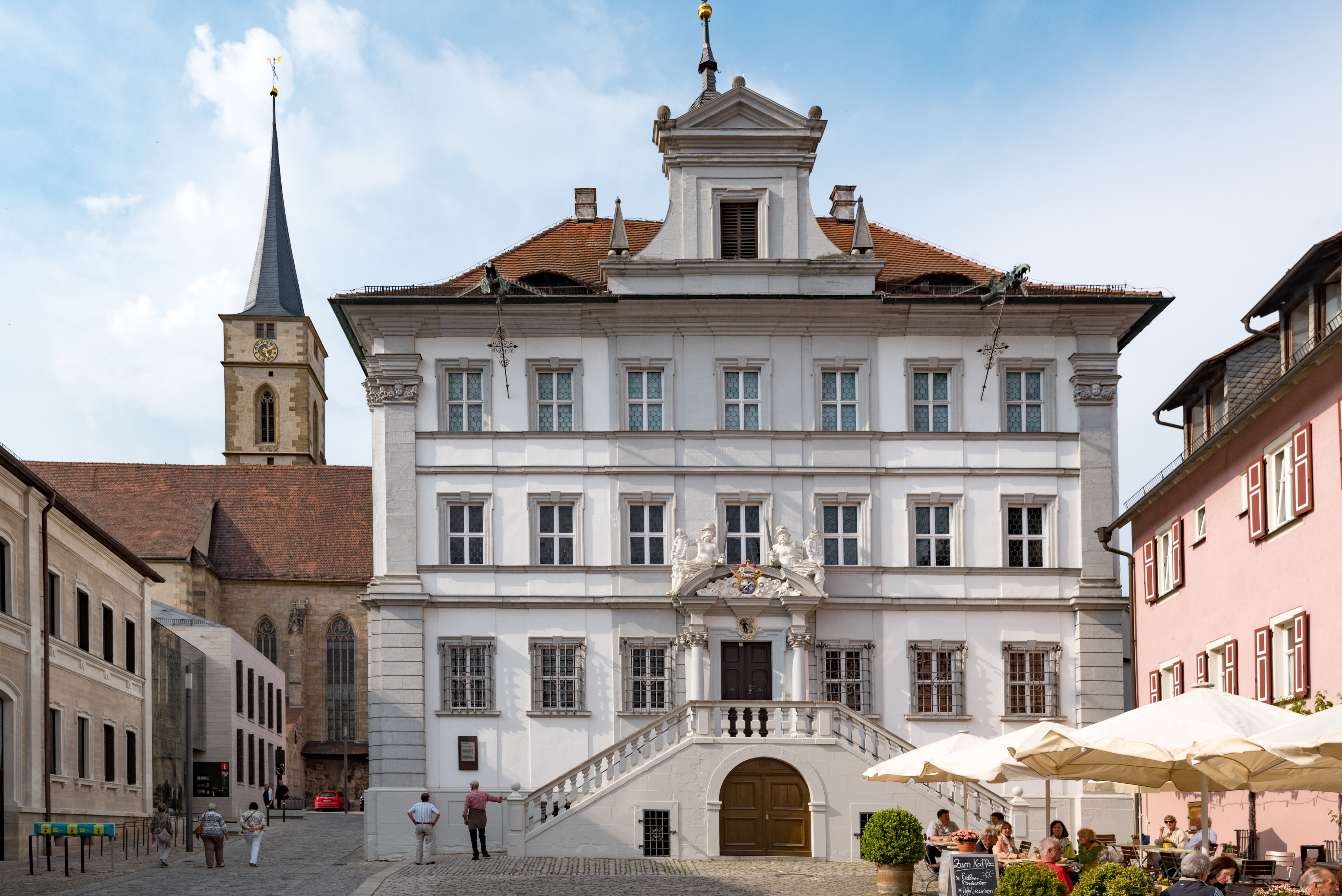
Das Rathaus von Iphofen vor der Stadtpfarrkirche

Das Rathaus (Adresse Marktplatz 1, früher Hausnummer 119) der unterfränkischen Stadt Iphofen ist repräsentativer Verwaltungssitz und Wahrzeichen der Gemeinde. Es liegt am Marktplatz im nördlichen Teil der Altstadt und wurde vom Baumeister Joseph Greissing erbaut.

## Geschichte
Im Jahr 1293 wurde das bereits bestehende Dorf Iphofen durch Bischof Manegold von Würzburg zur Stadt erhoben. Die Bürgerschaft erhielt ein eigenes Repräsentationsgebäude um die erhaltene Statusaufwertung auch äußerlich kenntlich zu machen. Bereits zu diesem frühen Zeitpunkt stand das Rathaus an der Nordseite des Marktplatzes und bildete den Abschluss des Platzes.

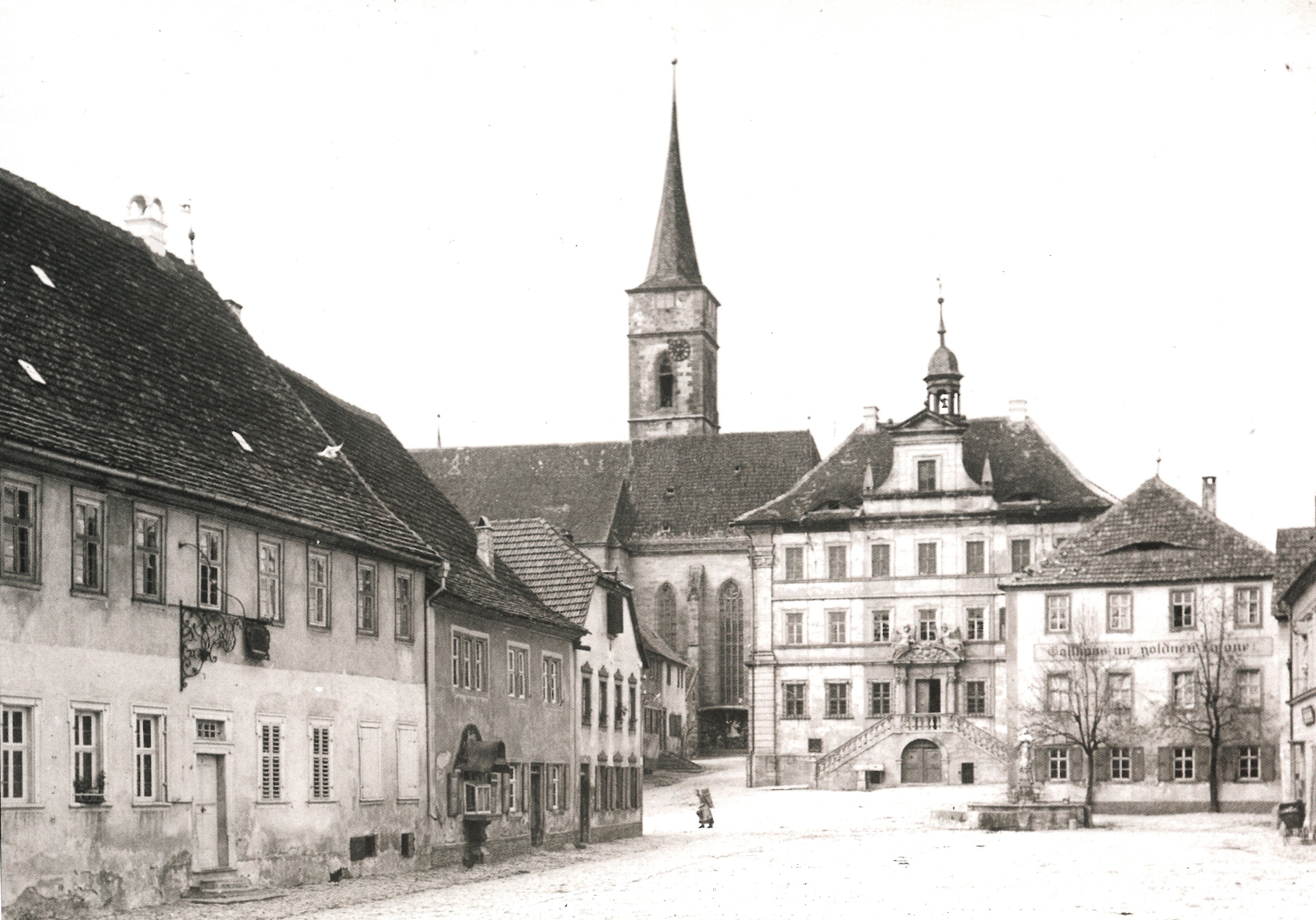
Marktplatz und Rathaus 1908

Erstmals urkundlich erwähnt wurde ein Rathaus in der Stadt im Jahr 1425. Wahrscheinlich handelt es sich um das im Zuge der Stadterhebung erbaute Gebäude. Bereits 1484 wurde es allerdings durch einen Neubau ersetzt, der von den Zeitgenossen als besonders eindrucksvoll beschrieben wurde. Ähnlich wie in vergleichbaren Städten Mainfrankens wurde das Rathaus im Mittelalter von den unterschiedlichsten Bevölkerungsgruppen und keineswegs nur von den Räten der Stadt genutzt.
Im Erdgeschoss hielten die Bäcker und Metzger Markt ab. Außerdem war unterhalb der Treppe das sogenannte „Narrenhäuslein“ oder „Hundsloch“ eingebaut worden, in dem Schandstrafen zur Aufrechterhaltung der öffentlichen Ordnung vollstreckt wurden. Im ersten Obergeschoss tagte der Rat. Hier war auch eine Küche untergebracht, ebenso ein Trinkstube. Für die örtliche Verwaltung besonders wichtig war das sogenannte Kassengewölbe, wo die Steuereinnahmen des Gemeinwesens aufbewahrt wurden.
Das zweite Iphöfer Rathaus bestand längere Zeit, konnte allerdings in Folge des Dreißigjährigen Krieges nicht mehr renoviert werden. Bereits 1603 war das Haus „gar baufellig“. Nach dem langen Krieg war das Rathaus wohl einsturzgefährdet, die Räte hielten ihre Versammlungen in einem Haus nahe der Stadtpfarrkirche und ab 1707 sogar im Wirtshaus, dem heutigen Rentamt ab. Erst in der ersten Hälfte des 18. Jahrhunderts hatte sich die Stadt wieder soweit erholt, um einen Neubau in Angriff zu nehmen.
Hierzu erweiterte man das zu bebauende Grundstück am Marktplatz, indem man das alte Haus des „Hans Söhnlein“ erwarb. Als Baumeister hatte man den aus Vorarlberg stammenden würzburgischen Hofbaumeister Joseph Greissing gewinnen können. Am 16. April 1716 wurde der Grundstein für das neue Rathaus gelegt. Um den Bau möglichst schnell voranzutreiben, mussten die Bürger der Stadt Frondienste leisten. Insgesamt betrugen die Kosten für den Neubau 5443 Gulden.
Am 11. September 1718 konnte das neue Rathaus eingeweiht werden. Stadtpfarrer Johannes Reß betrat jedes einzelne Zimmer des Hauses und segnete den Bau. Zugleich fand auf dem Marktplatz ein Bürgerfest statt, bei dem die beiden Stadtkompanien Aufstellung nahmen. Die Bürgerschaft wurde zur Feier des Tages mit Wein und „Dreierbrot“ gespeist. Erstmals tagte der Rat der Stadt am 17. September 1718 im Neubau. Heute ist im ehemaligen Kassenraum das Stadtarchiv untergebracht.
In der zweiten Hälfte des 20. Jahrhunderts begann der Iphöfer Stadtarchivar Andreas Brombierstäudl in den Räumlichkeiten des Rathauses eine kulturhistorische Sammlung über die Stadtgeschichte aufzubauen. Im Jahr 2020 bemühte man sich den Räumlichkeiten im ersten Obergeschoss eine moderne, museale Präsentation zu geben. Das Rathaus ist als Baudenkmal eingeordnet, untertägige Überreste des Vorgängerbaus werden als Bodendenkmal geführt. Es bildet einen der Mittelpunkte des Ensembles Altstadt.

## Architektur und Innenausstattung

### Baubeschreibung

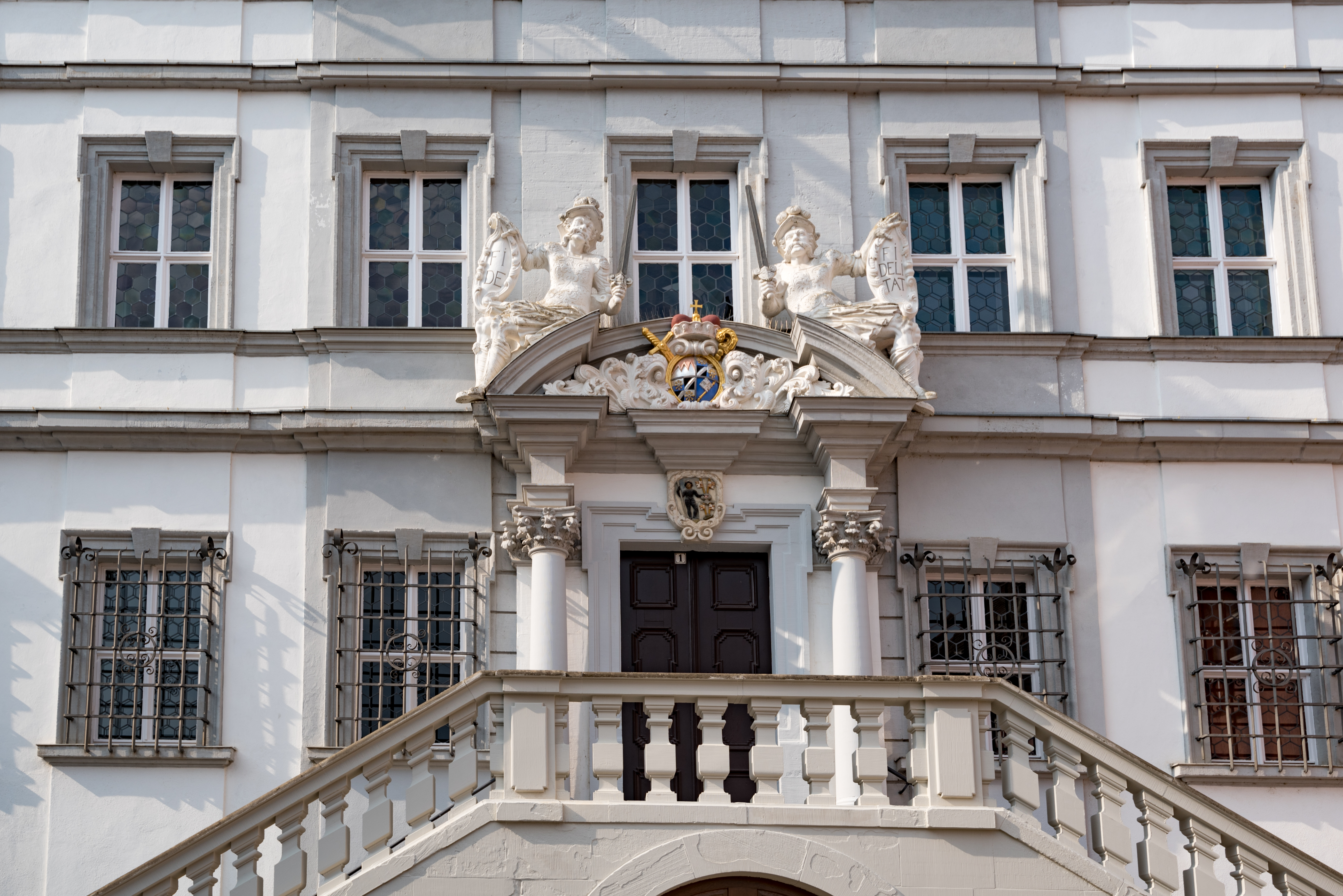
Das Wappen oberhalb des Portals

Das Rathaus präsentiert sich als dreigeschossiger Walmdachbau im Stil des Barock. Es wird von reich gegliederten Eckpilastern begrenzt. Zentral besteht ein Mittelrisalit, der in einem Zwerchhaus ausläuft. An der Südfassade des Baus wurde eine doppelläufige Freitreppe angebaut. Dominiert wird das Iphöfer Rathaus von einem mächtigen Portal mit Segmentbogen. Den Abschluss bildet ein achtseitiger Dachreiter mit Laterne. Zwei Wasserspeier in Drachenform sind am Traufgesims angebracht.
Im 18. Jahrhundert errichtete man den heutigen Bau auf den bereits vorher bestehenden Weinkellern des alten Rathauses. Das Erdgeschoss wird heute durch ein Rundbogenportal erschlossen, das schlichter als das Portal im ersten Obergeschoss lediglich mit einer einfachen Profilierung gearbeitet wurde. Die Fassade zum Marktplatz hin besitzt sieben Fensterachsen. Die Fenster weisen geohrte und profilierte Rahmungen auf, während die einzelnen Geschosse voneinander durch Gesimse abgegrenzt werden.
Zentrum des Gebäudes ist das Portal im ersten Obergeschoss. Zwei runde Säulen mit korinthischen Kapitellen tragen einen ausladenden Bogengiebel oberhalb segmentierter Gesimse. Darauf ruhen zwei antikisierende Krieger in Rüstung mit hochaufragendem Schwert, die vom Sommeracher Künstler Matthias Sporer geschaffen wurden. Auf ihren Schilden sind die lateinischen Inschriften Fi/DE (Glaube, links) und Fi/DELi/TAT (Treue, rechts) zu erkennen. Im Giebel wurde das Wappen des Würzburger Fürstbischofs Johann Philipp von Greiffenclau angebracht, unterhalb des Giebels sieht man das Wappen der Stadt Iphofen.

### Innenraum
Der Innenraum des Rathauses hat sich noch weitgehend in den Formen der Erbauungszeit erhalten. Hinter dem Hauptportal ist noch heute die große Verkündhalle zu finden. Von hier aus geht unter anderem die frühere Arrestzelle mit den Eisenbeschlägen ab. Bedeutende Beschläge haben sich außerdem an der massiven Eichentüren zum Sitzungssaal erhalten. Sie wurden mit floralem Ornament gearbeitet und sind äußerst feingliedrig gearbeitet. Der Saal selbst besitzt bleiverglaste Fenster und eine wertvolle Stuckdecke.
Im großen Sitzungssaal entstand das Wappen der Stadt, ein geharnischter Mann mit Schild in der Hand, in Stuck. Am 26. Juli 1717 hatte man bereits mit zwei Meistern aus Dettelbach die Stuckierung des mittleren Ratssaals vereinbart. Wieder wurde das Stadtwappen gezeigt. Die „Tüncher“ Friedrich Mayer und Andreas Vendt schufen bedeutsame Werke. Die Stiegen und weiteren Räumlichkeiten erhielten schlichtere Stuckverzierungen mit Laubwerk.
Im großen Ratssaal hat sich außerdem ein Kachelofen erhalten, der kunsthistorisch von besonderer Bedeutung ist. Er ist kastenförmig erbaut, sein Unterbau ruht auf Füßen. Der Mittelteil und der Aufsatz bestehen aus gebrannten Ton. Ein Schriftband verweist auf die „EYSEN HUTTEN 1697 AUF WEILMUNSTER“. Den Unterbau zieren biblische Darstellungen des Saul und des Absalom, darüber finden sich Szenen der griechischen Sagenwelt. Im Aufsatz herrscht dagegen reicher Ornament- und Blumenschmuck vor. Vor 1939 stand der Ofen im Gasthaus Zur Goldenen Sonne.
Einzigartig ist die reichgeschnitzte Treppensäule im Treppenhaus. Sie wurde am 2. September 1717 beim Kunsthandwerker Matthias Sporer in Auftrag gegeben, der bereits für die figuralen Elemente der Fassade verantwortlich zeichnete. Die hölzerne Säule wird von Darstellungen zweier Titanen dominiert. Dazwischen brachte Sporer vielfältiges Rankwerk und Muschelwerk an. Im Rathaussaal wurden außerdem mehrere Amtsporträts der Würzburger Fürstbischöfe aufgehängt.